# بکی آن بیکر
بکی آن بیکر (انگلیسی: Becky Ann Baker؛ زادهٔ ۱۷ فوریهٔ ۱۹۵۳) یک هنرپیشه، و بازیگر سینما اهل ایالات متحده آمریکا است.
او در فیلم پایان تور، قهرمانان بی‌بندوبار، جک‌پات!، تنها با هم و مجموعه تلویزیونی فریک‌ها و گیک‌ها بازی کرده است.